# Empidonax albigularis
Caça-moscas-de-garganta-branca ou papa-mosquitos-de-papo-branco (Empidonax albigularis) é uma espécie de ave da família Tyrannidae.
Pode ser encontrada nos seguintes países: Belize, Costa Rica, El Salvador, Guatemala, Honduras, México, Nicarágua e Panamá.
Os seus habitats naturais são: matagal húmido tropical ou subtropical e florestas secundárias altamente degradadas.